# Belonophago
Genre
Belonophago est un genre de poissons d'eau douce téléostéens de la famille des Distichodontidae (ordre des Characiformes).

## Répartition
Les espèces du genre Belonophago se rencontrent en Afrique.

## Liste des espèces
Selon World Register of Marine Species (8 février 2024) :
- Belonophago hutsebouti Giltay, 1929
- Belonophago tinanti Poll, 1939

## Classification
Le nom valide complet (avec auteur) de ce taxon est Belonophago Giltay (d), 1929.

## Publication originale
- L. Giltay, « Un Characide nouveau du Congo belge (Belonophago hutsebouti, n. g., n. sp.) de la sous-famille des Ichthyoborinae », Revue de zoologie et de botanique africaines, Belgique, vol. 18, no 2,‎ 1929, p. 271-276 (ISSN 0035-1814).